# Еней Тактик
Еней Тактик (IV ст. до н. е.) — давньогрецький письменник, спеціаліст з військових особливостей ведення бою.

## Життєпис
Про особисте життя Енея практично немає відомостей. Ймовірно він жив за часів Ксенофонта Афінського. За деякими відомостями народився у місті Стифали, що в Аркадії на Півдні Греції.
Відомий завдяки своїм творам з мистецтва війни. Дотепер практично у повному обсязі збереглася лише одна праця — «Про втримання облоги». Вона дає уявлення про методи захисту та нападу під час оборони міста. Є перелік прийомів таємної війни — шпигунства. Також цей твір цінний тим, що містить багато історичного матеріалу, заснований на конкретних прикладах. З усього видно, що складав свої твори не лише теоретик, а й практик.
Енею Тактику також приписують винахід однієї з найгеніальніших стародавніх версій телекомунікації, яка мала на меті передавати повідомлення за допомогою гідравлічного телеграфу, який використовувався у Стародавній Греції приблизно у 350 році до н.е..

## Праці
- Про витримання облоги.
- Про військове мистецтво.
- Військова доктрина.
- Засоби поставити ворогу перешкоди.
- Збір коштів.
- Запобіжні заходи проти зненацьких атак.
- Військові красномовства.
- Правила застереження, заохочення і мотивація команди, загальної тактики.